# Kanton L'Aigle
L'Aigle is een kanton van het Franse departement Orne. Het kanton maakt deel uit van het arrondissement Mortagne-au-Perche.
In 2018 telde het 12.684 inwoners. Het kanton werd gevormd ingevolge het decreet van 25 februari 2014 met uitwerking op 22 maart 2015, met L'Aigle als hoofdplaats.

## Gemeenten
Het kanton omvat volgende gemeenten:
- L'Aigle
- Chandai
- Saint-Martin-d'Écublei
- Saint-Michel-Tubœuf
- Saint-Ouen-sur-Iton
- Saint-Sulpice-sur-Risle
- Vitrai-sous-Laigle